# Lucas Kraglievich

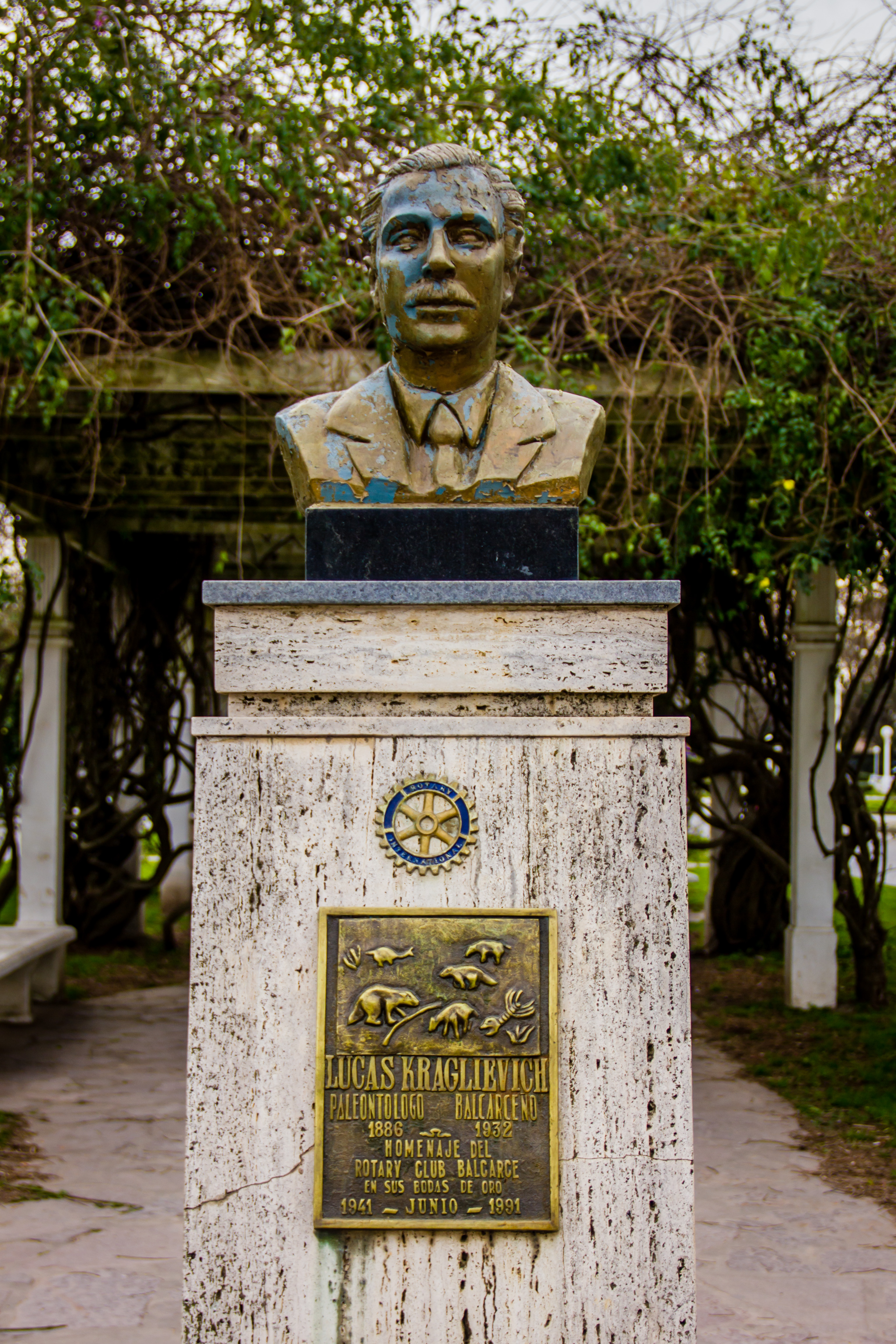
Monumento a Lucas Kraglievich ubicado en Balcarce, Buenos Aires.

Lucas Kraglievich (3 de agosto de 1886, Balcarce - 13 de marzo de 1932, Buenos Aires)  fue un paleontólogo dedicado al estudio de mamíferos fósiles. Estudió ingeniería en la Universidad de Buenos Aires aunque abandonó la carrera cuando estaba a punto de terminarla. Fue la paleontología su vocación y fue fiel a ella hasta su último día. Fue contemporáneo de Ameghino y miembro del Museo de Historia Natural de Buenos Aires, que terminó dirigiendo en 1921. También presidió la Sociedad Argentina de Ciencias Naturales durante dos períodos consecutivos.
Entre sus investigaciones más destacadas se encuentra el descubrimiento de 28 nuevas familias y subfamilias, más de 80 géneros y subgéneros y 250 especies y subespecies, por lo que publicó en las más destacadas revistas de su especialidad. La Academia Nacional de Ciencias le otorgó en 1927 el Premio "Ladislao E. Holmberg".
Fue objeto de persecuciones políticas por la dictadura de José Félix Uriburu razón por la cual se radicó en Montevideo Uruguay el 11 de enero de 1931, sus descubrimientos en este país que lo acogió fueron numerosos y se encuentran en el Museo de Historia Natural de Montevideo. Su último trabajo escrito fue el Manual de Paleontología Rioplatense el cual logró terminar a pesar de la parálisis ocasionada por su enfermedad y gracias a la ayuda de su Esposa Francisca y al director del Museo de Historia Natural de Montevideo de ese entonces, Garibaldi J. Devincenzi.

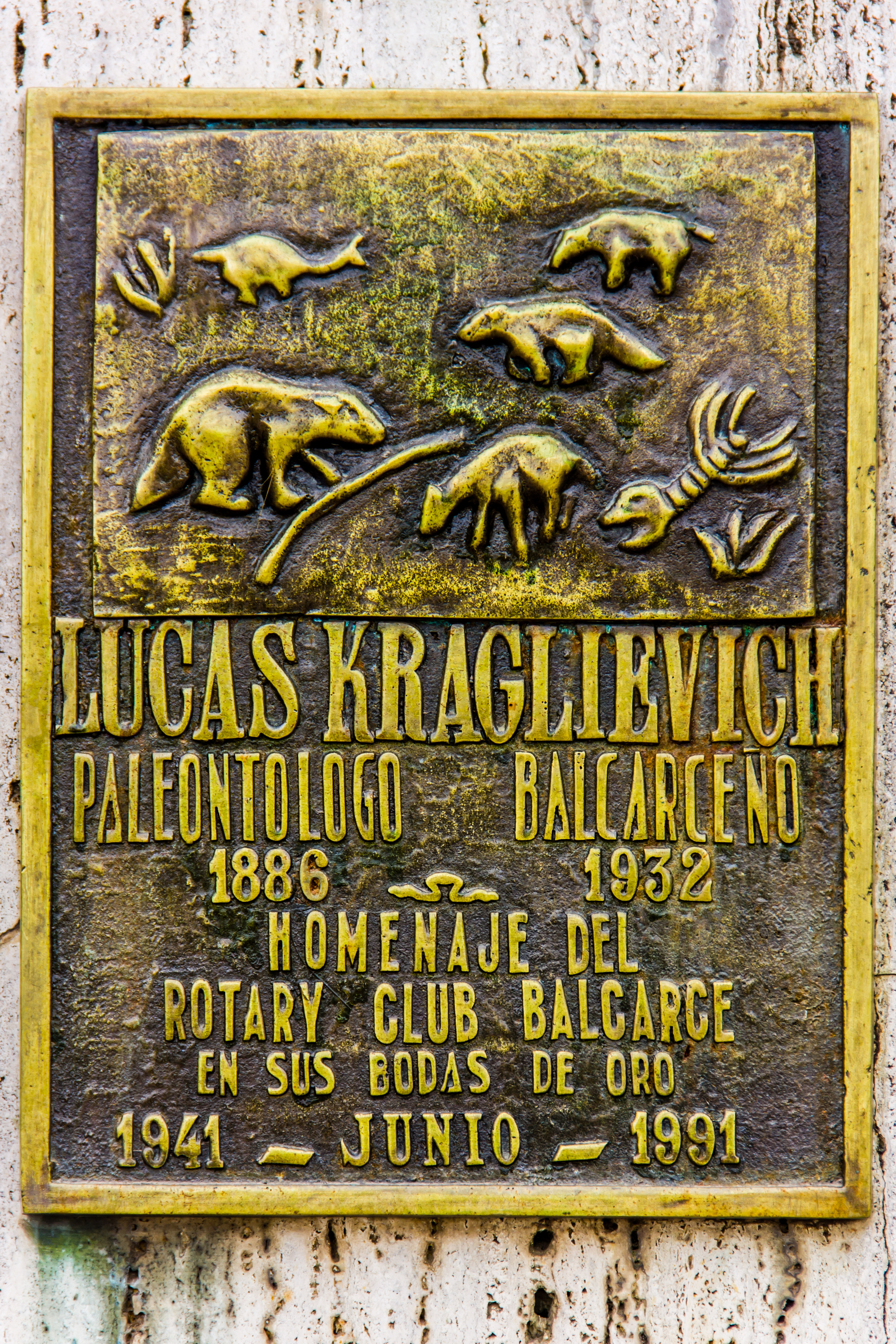
Detalle de la placa en el monumento a Lucas Kraglievich ubicado en Balcarce, Buenos Aires.

Falleció en Buenos Aires y sus restos fueron velados en la Sociedad Científica Argentina y sepultado en el panteón de dicha sociedad en el cementerio de la Recoleta.
"La historia conservará complacida el nombre y la actuación del profesor Kraglievich y dirá a las futuras generaciones que fue un caballero sin tacha y un sabio sin ostentación: fue un tipo acabado de hombre equilibrado y armónico, sabio y modesto, trabajador infatigable y orientador luminoso de los que en ambos márgenes del Plata trabajan en el vasto campo de la Paleontología."
Guillermo Fúrlong Cardiff, S J.
Manual de Paleontología Rioplatense.

## Algunas publicaciones
- 1923. Descripción de dos cráneos y otros restos del género "Pliomorphus" Amegh., procedentes de la formación Entrerriana de las barrancas del río Paraná. An. del Museo Nacional de Historia Natural de Buenos Aires, tomo 33, 56 pp. Buenos Aires
- 1926. Los arctoterios norteamericanos (Tremarctotherium n. gen.), en relación con los de Sud América. An. del Museo Nacional de Historia Natural de Buenos Aires, tomo 34, 16 pp. Buenos Aires
- 1926. Los grandes roedores terciarios de la Argentina y sus relaciones con ciertos géneros pleistocenos de las Antillas. An. del Museo Nacional de Historia Natural de Buenos Aires, tomo 34, 14 pp. Buenos Aires
- 1928. Contribución al conocimiento de los grandes cánidos extinguidos de Sud América. An. de la Sociedad Científica Argentina, tomo 106, 42 pp. Buenos Aires
- 1928. Apuntes para la geología y paleontología de la República Oriental del Uruguay. Revista de la Sociedad Amigos de la Arqueología, Tomo II, 57 pp. Montevideo
- 1930. Diagnosis osteológico-dentaria de los géneros vivientes de la subfamilia "Caviinae". An. del Museo Nacional de Historia Natural de Buenos Aires, tomo 36, 38 pp. Buenos Aires
- 1930. Craneometría y clasificación de los cánidos sudamericanos, especialmente los argentinos, actuales y fósiles. Physis, tomo X, N.º 35, 39 pp. Buenos Aires
- 1930. La formación "friaseana" del río Frías, río Fexix, Laguna Blanca, etc. y su fauna de mamíferos. Physis, tomo X, N.º 35, 35 pp. Buenos Aires
- 1930. Los más grandes carpinchos actuales y fósiles de la subfamilia "Hydrochoerinae". An. de la Sociedad Científica Argentina, tomo 110, 36 pp. Buenos Aires
- 1931. Contribución al conocimiento de las aves fósiles de la época araucoentrerriana. Physis, tomo X, N.º 36, 12 pp. Buenos Aires